# История бриттов
«История бриттов» (англ. The History of the Britons; лат. Historia Brittonum) — исторический свод об истории народа бриттов, содержащий ряд легендарных мотивов, написанный, как считается, валлийским историком Неннием на латыни приблизительно в 829—830 годах, хотя некоторые учёные отвергают идею его авторства, считая работу компиляцией анонимных сочинений.
Старейшая из сохранившихся рукописей работы датируется примерно 1100 годом. «История бриттов» — наиболее старый письменный источник, в котором есть упоминание о короле Артуре.

## Обзор
В Historia Brittonum описывается основание Британии группой людей, покинувших Трою, а также имеется утверждение, что имя королевству дал Брут Троянский, являющийся потомком Энея. Труд стал «наиболее важным для автора источником при создании Historia Regum Britanniae Гальфрида Монмутского», и, вследствие популярности работы Гальфрида, сведения из Historia Brittonum, включая троянскую теорию основания Британии, будут включены в последующие, более поздние, хроники, описывающие историю королевства, в том числе среднеанглийский труд «Брут из Англии» (англ. Brut of England), также известный как «Хроники Англии» (англ. The Chronicles of England).
Также работа считается самым ранним источником, в которых упоминается король Артур. Однако Артур в тексте ни разу не назван королём, его упоминают как dux bellorum (букв. «вождь военный», военный лидер, военачальник) или miles (воин, солдат). Также в тексте утверждается, что Артур участвовал в двенадцати сражениях, но, в отличие от хроники Annales Cambriae, данные сражения не привязаны к конкретным датам.
Среди сведений об Артуре также было упоминание о том, что Артур нёс на плечах изображение Святой Марии, что, как рассудили исследователи, было не более, чем ошибкой переводчика — подразумевалось, что Артур нанёс изображение Святой Марии на свой щит — вследствие схожести слов «плечи» и «щит» в валлийском языке.
Филолог-классик XIX века Теодор Моммзен разделил «Историю бриттов» на несколько частей:
1. «Введение» (Prefatio Nennii Britonum);
2. «I. Шесть эпох мира[англ.]» (de sex aetatibus mundi) — § 1—6;
3. «II. История бритов» (historia Brittonum) — § 7—49;
4. «III. Жизнеописание Патрика» (vita Patricii) — § 50—55;
5. «IV. Артуриана» — § 56;
6. «V. Генеалогии» (regum genealogiae cum computo) — § 57—66;
7. «VI. Города Британии» (civitates Britanniae) — § 66a;
8. «VII. Чудеса Британии» (de mirabilibus Britanniae) — § 67—76.

Согласно исследованиям, «История бриттов» была написана приблизительно в 829 году. Также упоминается, что труд был написан не ранее, чем «в четвёртый год [правления] короля Мерменуса» (данная личность была идентифицирована как Мервин ап Гуриад, король Гвинеда). Историки определяют самую раннюю дату написания как 828 год, что основано на цитате из Historia Brittonum: «Со Страстей Христовых 796 лет тому, а с явления на свет божий 831 год будет».

### Правки и редакции текста
В старейшей из сохранившихся рукописей (Harley 3859), датируемой примерно 1100 годом и использованной для создания редакций Стивенсона, Моммзена и Джона Морриса, введение, написанное Неннием, отсутствует. Вариант, в котором обнаруживается «поправка Ненния», ныне находится в публичной библиотеке Кембриджа под обозначением ms. Ff. I.27 (на данном варианте была основана редакция Петри). . Ганн для своей работы использовал рукопись ms. 1964, хранящуюся в Ватиканском дворце; данная вариация является копией, создание которой приписывают отшельнику Марку. Редакция Джайлза была основана на редакции Ганна, но не содержит введение Ненния и раздел Mirablilia. Аномальная рукопись ms. Chartres, ещё более старая, чем Harley 3859, была уничтожена во время Второй мировой войны и принадлежала перу filius Urbagen (сына Уриена). Существует также несколько «правок Гильдаса» (к примеру, Cotton Caligula A. VIII), однако никто на данный момент не стремится всерьёз рекомендовать документы, якобы написанные Гильдасом, современником Артура.
Профессор Дэвид Думвилль, запросивший текстологию правок текста (им создана Ватиканская версия, Dumville, 1985) заклеймил предисловие Ненния (Prefatio Nennii), утверждая, что прежде, чем сохраниться до наших дней в виде различных рукописей, текст «Истории бриттов» подвергался нескольким анонимным правкам. Данное утверждение ныне принимается научным сообществом как официальная точка зрения, несмотря на то, что имеются и противники данной теории. Чтобы посмотреть работу сторонников авторства Ненния, см. Liebermann, 1925.

### Методы переписчиков
Много различных предположений вызвали слова Ненния (или анонимного переписчика), приведённые в Prefatio: «Свалил в кучу (coacervavi) я всё в одну, что смог отыскать» — от письменных источников до «традиций наших» (то есть устных источников). Данные слова встречаются в версии введения, приведённой в «Апологии». Джайлз, в своём варианте перевода текста, передал это как «Я собрал» (англ. I put together), завуалировав факт, что это действительно является цитатой из текста Ненния, а не правкой неизвестного редактора (более свежий перевод (англ. I heaped together), данный Моррисом, см. wikiquote:Historia Brittoum). Лесли Олкок был не первым, кто обратил внимание на эту фразу, но считается, что именно с неё начался интерес к данному факту.

## Артуриана
Historia Brittonum прежде всего привлекла внимание из-за своего влияния на становление легенд и мифов о короле Артуре. Она является самым ранним источником, в котором король Артур представлен в качестве исторической фигуры, а также источником многих историй об Артуре, которые были позднее переписаны и приукрашены многими авторами.

### Вортигерн и Амвросий
В Historia содержится история короля Вортигерна, который позволил саксам поселиться на острове Великобритания, а взамен получил в жёны дочь Хенгиста. Другая легенда о Вортигерне рассказывает о попытках короля построить возле Сноудона цитадель под названием Dinas Emrys, но при этом каждая попытка заканчивалась исчезновением строительных материалов. Советники сказали Вортигерну, что место для постройки необходимо оросить кровью мальчика, рождённого в отсутствие отца. После Вортигерн встречает юного Амвросия, который упрекает советников в глупости и показывает, что причиной проклятья стали две змеи, похороненные в земле.
Легенда о башне была переписана и приукрашена Гальфридом Монмутским в его «Истории королей британских»; в его труде выход нашёл Мерлин, а сам автор утверждает, что «Амвросий» — одно из имён этого мудреца. Гальфрид также рассматривает и других персонажей, таких как Амвросий Аврелиан, который упоминается в «Истории бриттов», а также Вортимера и епископа Германа Осерского.

### Сражения Артура
В 56 главе «Истории бриттов» речь идёт о 12 сражениях Артура, в которых он участвовал и победил. В данной главе неизвестный автор называет Артура не королём, а dux bellorum (военачальник, вождь военный):

Во время то стали саксы сильны и многочисленны и распространили власть свою в Британии. Когда же Хенгист умер, сын его, Охта, перешёл от левой стороны Британии в Королевств Кент и от него пошли короли кентские. Тогда Артур с королями британскими бился с ними в эти дни, а сам был военным вождём [dux bellorum]. Первая битва была в устье реки, которая называется Глейн. Вторая, третья, четвёртая и пятая были выше другой реки, которая называется Дубглас и находится в землях Линнуиса. Шестая битва была выше реки, которая называется Бассас. Седьмая битва была в лесу Целидон, то есть Кат Коит Целидон. Восьмая битва была у замка Гвиннион, и в ней Артур нес образ святой Марии Приснодевы на своих плечах, и язычники в этот день были обращены в бегство и много их было перебито силою Господа нашего Иисуса Христа и святой Марии Приснодевы, матери его. Девятая битва была около города Легиона. Десятую битву он вел на берегу реки, которая называется Трибруит. Одиннадцатая битва случилась на горе, которая называется Агнед. Двенадцатая битва была на Бадонском холме, и в ней в один день 960 мужей полегло от натиска Артура, и всех их поверг именно он один, и из всех битв вышел победителем. А саксы, поскольку во всех битвах их истребляли, стали просить помощи из Германии и число их непрерывно росло и выросло во много раз, и они привели себе вождей из Германии, чтобы те правили ими в Британии вплоть до времени, когда правил Ида, который был сыном Эоббы. Он первым королём Беорники.
Оригинальный текст (лат.)In illo tempore Saxones invalescebant in multitudine et crescebant in Brittannia. mortuo autem Hengisto Octha filius eius transivit de sinistrali parte Britanniae ad regnum Cantorum et de ipso orti sunt reges Cantorum. tunc Arthur pugnabat contra illos in illis diebus cum regibus Brittonum, sed ipse erat dux bellorum. primum bellum fuit in ostium fluminis quod dicitur Glein. secundum et tertium et quartum et quintum super aliud flumen, quod dicitur Dubglas et est in regione Linnuis. sextum bellum super flumen, quod vocatur Bassas. septimum fuit bellum in silva Celidonis, id est Cat Coit Celidon. octavum fuit bellum in castello Guinnion, in quo Arthur portavit imaginem sanctae Mariae perpetuae virginis super humeros suos et pagani versi sunt in fugam in illo die et caedes magna fuit super illos per virtutem domini nostri Iesu Christi et per virtutem sanctae Mariae genetricis eius. nonum bellum gestum est in urbe Legionis. decimum gessit bellum in litore fluminis, quod vocatur Tribruit. undecimum factum est bellum in monte, qui dicitur Agned. duodecimum fuit bellum in monte Badonis, in quo corruerunt in uno die nongenti sexaginta viri de uno impetu Arthur; et nemo prostravit eos nisi ipse solus, et in omnibus bellis victor extitit. et ipsi, dum in omnibus bellis prosternebantur, auxilium a Germania petebant et augebantur multipliciter sine intermissione et reges a Germania deducebant, ut regnarent super illos in Brittannia usque ad tempus quo Ida regnavit, qui fuit Eobba filius. ipse fuit primus rex in Beornica.

Большинство из указанных мест неизвестно и определить их местоположение в данный момент невозможно. Некоторые исследователи предположили, что автор взял все двенадцать сражений Артура из ныне утраченной древневаллийской поэмы на основании того, что некоторые имена собственные сходны по звучанию и могли рифмоваться. Также они высказали гипотезу о том, что странное утверждение о том, что Артур нёс изображение Святой Марии на своих плечах, возникло из-за путаницы в средневаллийских словах iscuit (щит) и iscuid (плечи). У первой гипотезы нашлись противники, утверждающие, что автор взял события, изначально не связанные с Артуром, а также, что, возможно, автор просто выдумал их.
Выражение, подобное описанию Артура в битве при Гвиннионе, встречалось также в «Анналах Камбрии»: Артур описан как переносящий «крест Господа нашего Иисуса Христа на плечах своих в течение трёх дней и трёх ночей…», хотя в данном случае выражение было употреблено в битве на Бадонском Холме, а не в битве при Гвиннионе. Т. М. Чарльз-Эдвардс аргументирует это тем, что оба случая отсылают читателя к одному источнику. Однако другие исследователи, такие как Томас Джонс и Н. Дж. Хигем, выдвинули гипотезу, что выражение из «Анналов Камбрии» заимствовано из «Истории бриттов», неизвестное сражение при Гвиннионе было заменено на знаменитое сражение на Бадонском Холме, а упоминаемый в «Истории» религиозный символ был заменён более общим религиозным символом.
Сражение на Бадонском Холме присутствует во многих текстах, появившихся после «Истории бриттов», однако в появившихся до неё оно не упоминается. Это историческое событие, которое упоминает в своей работе Гильдас, хотя Гильдас не называет имя лидера бриттов (хотя он упоминает Амвросия Аврелия как главный бич саксов, от которого они бежали). Из оставшихся сражений в других валлийских источниках с Артуром обычно связывается только сражение при Трибуите. Трибуит (пишущийся, как Tryfrwyd) упоминается в древневаллийской поэме Pa Gur?, сражение при нём датируется приблизительно серединой девятого века. В данном стихотворении описание битвы при Tryfrwyd следует сразу после рассказа о сражении с синбинами или псоглавцами, бой с которыми Артур и его люди приняли в Крепости Эйдина (Эдинбург). В Tryfrwyd они вступают в конфликт с неким персонажем по имени Garwlwyd (Грубая Серость), который очевидно идентичен персонажу по имени Gwrgi Garwlwyd (Человек-пёс Грубая Серость), появляющемуся в одной из Валлийских Триад. Главный герой Артура носил имя Bedwyr, а в более позднее время стал известен как сэр Бедивер, в поэме также упоминается эвгемеризованный бог Манауидан . Упоминание «града Легиона» может являться отсылкой к городу Карлеону, название которого переводится именно как «город легиона», однако не исключено, что мог подразумеваться город Честер, на месте которого когда-то была крупная римская крепость.
Лес Кат Коинт Селидон, как полагают, является Каледонским Лесом (Coed Celyddon), который когда-то покрывал Южно-Шотландскую возвышенность. Марджед Хейкок выдвинула гипотезу, что битва в лесу Селидон может быть той же битвой, которая стала известна как «Битва деревьев» благодаря поэме Cad Goddeu. В конце этой поэмы был упомянут Артур, а фрагмент истории о битве, сохранённый в рукописи Peniarth 98B, показывает, что у битвы могло быть другое название — Cad Achren — что является отсылкой к Caer Ochren, названию местности, на которую Артур совершал набег в более ранней поэме, «Добычи Аннувна».
Многие исследователи выдвинули предположение, что данная глава является попыткой задать историческую основу для личности Артура, и попытались распределить двенадцать сражений с участием Артура согласно историческим конфликтам или местам действия (см. Места, связанные с королём Артуром). Однако Томас Грин утверждает, что тот факт, что единственные сражения, определяемые по древневаллийским текстам как связанные с Артуром, являются чисто мифологическими, явно подрывает теорию о том, что у этих сражений вообще были исторические аналоги.

### Mirabilia
К «Истории бриттов» был приложен ещё один труд — труд под названием De mirabilibus britanniae (часто сокращаемым до Mirabilia). Он представляет вниманию читателя список 13 топологических чудес, они же чудеса Британии, а также несколько чудес Англси (Menand insulae или Мона) и Ирландии.
Mirabilia не считается частью «Истории Британии», но, как полагают, она была создана вскоре после неё и присоединена хоть и не ко всем, но многим рукописям.
Два чуда из тех, что включены в данный труд, касаются Артура (Параграф 73 «Истории»). Более древние редакции сообщают об огромном борове Троинте и трагически погибшем сыне Артура, Анире. Звучание обоих имён определялись согласно Гарлеянской рукописи. Однако Флетчер предположил, что правильнее было бы называть борова Тройтом, а сына Артура — Амром (так как данный вариант ближе валлийскому языку).

#### Пёс Артура
Первое связываемое с Артуром чудо, это Кабал (или Кавалл, если на валлийском), пёс Артура, и след, оставленный им при преследовании гигантского борова Троинта (→ Тройта):

Есть иное чудо в области, которая называется Буэлт. Там есть куча камней и один положен на самом верху, с отпечатком собачьей лапы. Это след на камне оставил Кабал, который был псом воина Артура, когда охотился на вепря Троинта, а Артур потом да собрал кучу камней под камень, на котором был след его пса, и назвал это Карн Кабал, и приходят люди и убирают камень на один день и одну ночь, а назавтра он снова обнаруживается на куче..
Оригинальный текст (лат.)Est aliud mirabile in regione quae dicitur Buelt. est ibi cumulus lapidum et unus lapis superpositus super congestum cum vestigio canis in eo. quando venatus est porcum Troynt, impressit Cabal, qui erat canis Arthuri militis, vestigium in lapide et Arthur postea congregavit congestum lapidum sub lapide, in quo erat vestigium canis sui, et vocatur Carn Cabal. et veniunt homines et tollunt lapidem in manibus suis per spatium diei et noctis et in crastino die invenitur super congestum suum.

Текст и его перевод на английский язык были даны в заметках леди Шарлотты Гест к её переводу «Килуха и Олвен» и её книга в точности воспроизводила латинский текст из Гарлеянской рукописи.

#### Сын Артура
В качестве второго чуда упоминается сын Артура, Анир либо Амр (на валлийском Amhar), а точнее его могила:

Есть другое чудо в местности, которая называется Эргинг. Там есть могила около источника, которая называется Ликат Амр, и имя мужа, который похоронен в кургане, такое же, Амр. Он был сын воина Артура и тот сам его убил и похоронил. И люди приходят приходят, чтобы измерить курган, который иногда в длину шесть футов, иногда девять, иногда двенадцать, иногда пятнадцать. Какую меру получишь один раз, второй раз такую не получишь, и я сам проверил это..
Оригинальный текст (лат.)Est aliud miraculum in regione quae vocatur Ercing. habetur ibi sepulcrum iuxta fontem, qui cognominatur Licat Anir, et viri nomen, qui sepultus est in tumulo, sic vocabatur Anir: filius Arthuri militis erat et ipse occidit eum ibidem et sepelivit. et veniunt homines ad mensurandum tumulum in longitudine aliquando sex pedes, aliquando novem, aliquando duodecim, aliquando quidecim. in qua mensura metieris eum in ista vice, iterum non invenies eum in una mensura, et ego solus probavi.

## Главы о Германе Осерском и Святом Патрике
В «Истории бриттов» имеются главы, посвящённые святому Герману Осерскому — как утверждается, главы представляют собой выдержки из давно утерянной биографии святого. Кроме того, в труде собраны уникальные традиции, связанные со Святым Патриком, а также разделы, описывающие события в Северной Англии VI—VII веков и начинающиеся с параграфа о создании первой валлийской литературы (гл. 62):

Тогда в поэзии был славен Талхаэрн Татагуэн, и Нейрин, и Талиесин, и Блухбард, и Циан, которого звали Гуэнит Гуант, славились в британской поэзии.
Оригинальный текст (лат.)tunc Talhaern Tataguen in poemate claruit et Neirin, et Taliessin, et Bluchbard, et Cian, qui vocatur Guenith Guaut, simul uno tempore in poemate Britannico claruerunt.

## Связанные хроники
Существует некоторое количество трудов, которые обычно связывают с Historia Brittonum: частично это потому, что многие из них входили вместе с ней в состав Гарлеянской рукописи, а частично — потому что во время исследований Historia Brittonum данные работы также часто упоминаются. Среди таких работ:
- Lebor Bretnach[англ.] — фактически, перевод на ирландский язык и правка «Истории бриттов» редакции Ненния;
- «Анналы Камбрии» — данная хроника описывает события, произошедшие с 447 по 954 годы. Два самых известных из этих событий произошли в 516 году и 537 году — сражение при Бадоне и сражение при Камланне[англ.], «в коем Артур и Мордред слегли», соответственно. Данный труд использовался в качестве точки отсчёта для более поздних валлийских хроник;
- «Валлийские генеалогии» — одно из многих крупных собраний сведений по валлийской родословной, документирующих происхождение валлийского короля Хивела Да, также с родословными, приведёнными в данном труде, связывают Елисейский столб;
- «Англосаксонские королевские родословия[англ.]» — версия собраний генеалогических сведений пяти королевств довикинговой эпохи — Берниции, Дейры, Кента, Восточной Англии и Мерсии — но, тем не менее, данные сведения более известны в виде независимых собраний.

### Первичные источники
перев. — перевод, испр. — исправленное издание
(только Mirabilia)
- (перев.) R (1830), The Wonders of the Island of Britain (google), Cambrian Quarterly Magazine and Celtic Repertory, 2: 60–
- (перев.) Barber, Richard (1999), On the Marvels of Britain, Myths and Legends of the British Isles, New York: Barnes and Noble Books, pp. 85–88, ISBN 0-7607-1959-4

(Тексты и переводы на англ.)
- (испр., перев.) Morris, John, ed. (1980), British history; and the Welsh annals, History from the Sources, vol. 8, London: Phillimore, ISBN 978-0-8476-6264-7
- (испр., перев.) Giles, J. A., ed. (1847), Nennius: Historia Britonum (google), Six Old English Chronicles, vol. 2, London: Henry G. Bohn;
  - Nennius’s History of the Britons(Giles tr.) in:, in Six Old English Chronicles, 1, (1848) (Mirabilia section is edited but untranslated).
- (испр., перев.) Gunn, W.(Bill), Rev., ed. (1819), The "Historia Brittonum" commonly attributed to Nennius, from a manuscript lately discovered in the library of the Vatican Palace at Rome ; edited in the tenth century by Mark the Hermit ; with an English version, facsimile.. (google), London: J. and A. Arch{{citation}}:  Википедия:Обслуживание CS1 (множественные имена: editors list) (ссылка) (lacks Mirabilia)
- (испр., перев.) Todd, James Henthorn, ed. (1848), Leabhar Breathnach annso sis (The Irish version of the Historia Britonum of Nennius) (google), Dublin: Irish Archaeological Society (includes Mirabilia).
- (перев.)Nennius's "History of the Britons", together with "The annals of the Britons" and "Court pedigrees of Hywel the Good", also "The story of the loss of Britain", Howel, Arthur W. Wade-Evans, London: Society for promoting Christian knowledge, 1938{{citation}}:  Википедия:Обслуживание CS1 (другое) (ссылка)
- (перев.) wikisource:History of the Britons (собрание работ Ганна, Джайлза и других).
- (испр.) Gale (1691), Quindecim Scriptores {{citation}}: |title= пропущен или пуст (справка)
  - исправлено и переиздано в Bertram (1757), Rerum Anglicarum Scriptores tres, Copenhagen {{citation}}: |title= пропущен или пуст (справка)
- (испр.) Petrie, Henry, ed. (1848), Nennius, Monumenta Historica Britannica, G. E. Eyre & W. Spottiswoode w:Monumenta Historica Britannica
- (испр.) Mommsen, Theodore, ed. (1898), Historia Brittonvm cvm additamentis Nennii (Internet Archive), Chronica Minora, Monumenta Germaniae Historica, Auctorum Antiquissimi xiii, vol. 3, Berlin, pp. 111–222 google
  - Латинская библиотека
- (испр..) Stevenson, Joseph, ed. (1838), Nennii Historia Britonum ad fidem codicum manuscriptorum (google), Publications of the English Historical Society, vol. 4, sumptibus Societatis
- (испр.) Dumville, David N., ed. (1985), The Historia Brittonum: The Vatican Recension, vol. 3, Cambridge: D.S. Brewer, ISBN 0-85991-203-5, LCCN 84024211

(Другие)
- (перев.) Dumville, David N. (1974), Some aspects of the chronology of the Historia Brittonum, Bulletin of the Board of Celtic Studies, 25 (4): 439–45

(На русском языке)
- (перев.) Ненний. История бриттов. — Гальфрид Монмутский. История бриттов. Жизнь Мерлина. — М.: Наука, 1984. — С. 171—193. — (Литературные памятники).

### Вторичные источники
(Основные; Энциклопедические словари)
- Lacy, Norris J. (1991), The New Arthurian Encyclopedia, New York: Garland, ISBN 0-8240-4377-4;
- Lacy, Norris J. (1986), The Arthurian Encyclopedia, New York: Garland, ISBN 0-87226-164-6; article «Nennius» by GA (Geoffrey Ashe).
- Koch, John Thomas (2006), Celtic culture: a historical encyclopedia (preview), ABC-CLIO, pp. 925–, ISBN 978-1-85109-440-0

(Манускрипты. Каталоги)
- Manuscripts Catalogue. British Library. Дата обращения: 7 марта 2012. Архивировано из оригинала 9 ноября 2005 года.
- Hardy, Thomas Duffus (1862), Descriptive catalogue of materials relating to the history of Great Britain (google), vol. 1, part 1, Longman: Longman (Rolls Series:Rerum Britannicarum medii Ævi Scriptores (Chronicles and Memorials of Great Britain and Ireland during the Middle Ages)), p. 318- (#776-).

(Критические исследования)
- Alcock, Leslie (1971), Arthur's Britain: History and Archaeology AD 367-634, London: Penguin {{citation}}: |title= пропущен или пуст (справка)
- Dumville, David N. (1974), Some aspects of the chronology of the Historia Brittonum, Bulletin of the Board of Celtic Studies, 25 (4): 439–45
- Fletcher, Robert Huntington (1906), The Arthurian material in the chronicles (google), Studies and Notes in Philology and Literature, vol. 10, pp. 32–4, Архивировано 11 марта 2008,
- Green, Thomas (2007). Concepts of Arthur. Stroud, Gloucestershire: Tempus. ISBN 978-0-7524-4461-1.
- Higham, N.J. (2002), 'King Arthur: Myth Making and History, London: Routledge & Kegan Paul
- Liebermann, F. (1925), Nennius the author of the Historia Brittonum (preview), Essays in Medieval History presented to T. F. Tout, Manchester, pp. 25–44, ISBN 978-0-8369-0427-7
- Mackillop, James (2004), Historia Brittonum, A Dictionary of Celtic Mythology (online ed.), Oxford University Press, ISBN 9780198609674)
- Bromwich, Rachel (2006). Trioedd Ynys Prydein: The Triads of the Island of Britain. University Of Wales Press. ISBN 0-7083-1386-8.